# Kelly Morgan
Kelly Ann Morgan (Pontypridd, 22 de mayo de 1975) es una deportista británica que compitió en bádminton para Gales en la modalidad individual.
Ganó dos medallas en el Campeonato Europeo de Bádminton, plata en 1998 y bronce en 2000.

## Palmarés internacional
| Representando a Gales |                       |                   |            |
| Campeonato Europeo    |                       |                   |            |
| Año                   | Lugar                 | Medalla           | Prueba     |
| 1998                  | Sofía (Bulgaria)      | Medalla de plata  | Individual |
| 2000                  | Glasgow (Reino Unido) | Medalla de bronce | Individual |